# Sanada Yukimura

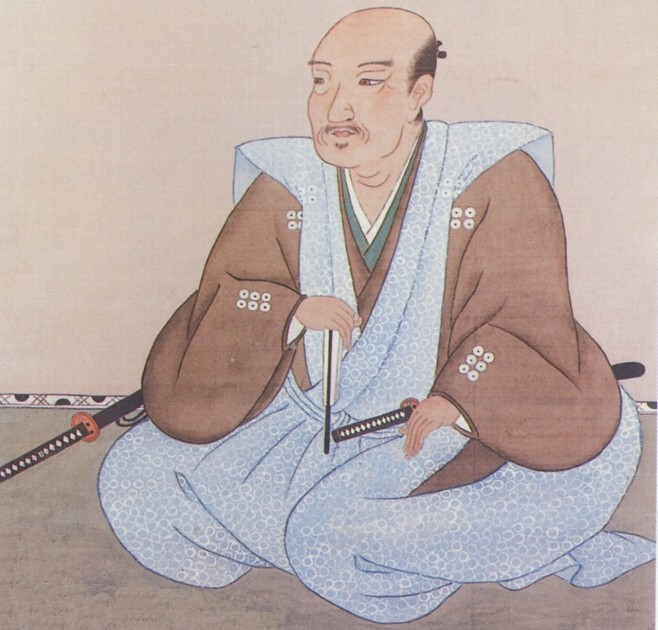
Sanada Yukimura, Pintura japonêsa durante o período Edo

Sanada Saemon-no-Suke Yukimura (真田 左衛門佐　幸村, Sanada Yukimura, 1567 – 3 de junho de 1615) foi um samurai, segundo filho do Daimyo do período Sengoku, Sanada Masayuki (1544-1611). Seu nome era Sanada Nobushige (真田信繁), nomeado após pelo irmão mais novo de Takeda Shingen, Takeda Nobushige (武田信繁), que era um guerreiro valente e respeitado. Sanada Yukimura foi chamado de "um herói que pode aparecer uma vez em cem anos" e "Demônio Rubro da Guerra", e Shimazu Tadatsune (島津忠恒, indiscutivelmente a melhor intérprete da invasão japonesa da Coréia chama-lhe o "o guerreiro número um do Japão".

## Vida
Ele era o segundo filho de Sanada Masayuki (1544-1611), seu irmão mais velho era Sanada Nobuyuki. Yukimura era casado com Akihime (Chikurinin), filha de Ōtani Yoshitsugu e filha adotada de Toyotomi Hideyoshi. Eles tiveram dois filhos, Daisuke (Yukimasa) e Daihachi (Morinobu).
Em 1575, a Batalha de Nagashino ceifou a vida de dois irmãos mais velhos de Masayuki Sanada. Masayuki, anteriormente servia Takeda Shingen (武田信玄) e Takeda Katsuyori (武田勝頼) como um retentor, herdado do clã Sanada, e partiu para o Castelo de Ueda. Yukimura também passou, levando o nome Sanada também.
Em 1582, o Oda-Tokugawa forças tinham destruído o clã Takeda. O Sanada inicialmente entregue a Oda Nobunaga (織田信長), mas, após o Incidente em Honnōji (本能寺の変), tornou-se independente novamente, à deriva entre as mais fortes, como o daimyo Clã Uesugi, o Clã Hojo, e do Clã Tokugawa. Eventualmente, os Sanada se tornou vassalos de Toyotomi Hideyoshi (豊臣秀吉). Durante este período, Hideyoshi tratou Yukimura com muito cuidado e hospitalidade. Hideyoshi demonstrava afeto pelo fato de que Yukimura foi dado o direito de usar o apelido de Toyotomi Clan, que foi o clã dos Kanpaku (関白) durante esse período. Assim, ele é por vezes referida (mesmo por Yukimura próprio) como Toyotomi Saemon-no-suke Nobushige (豊臣左衛門佐信繁)
Em 1600, Tokugawa Ieyasu (徳川家康) mobilizou vários daimyo para atacar Uesugi Kagekatsu (上杉景勝). O clã Sanada cumprido tão bem, mas quando Ishida Mitsunari decidiu desafiar Ieyasu, Masayuki e Yukimura se juntaram as forças do Oeste de Mitsunari, as formas com que se despede do filho mais velho de Masayuki. O irmão de Yukimura, Nobuyuki (真田信之, originalmente 真田信幸), que se juntou as forças orientais. O verdadeiro motivo da decisão de Masayuki e Yukimura é disputado com muitas teorias, mas há duas grandes escolas de pensamento: Em um, Masayuki tomou a decisão (e Yukimura acordado), ele expressou a vontade de ter uma aposta, de modo que se ele fosse para aderir ao lado fraco e vencer a batalha, o Clã Sanada ganharia muito mais poder. A outra teoria é o oposto quando planejada uma rede de segurança; Masayuki, Yukimura e Nobuyuki discutiram a situação quando Ieyasu pediu-lhes que afirmem a sua fidelidade clara, e eles decidiram juntar as duas partes separadamente, de modo que, independentemente do resultado da batalha, o clã Sanada iria sobreviver. Yukimura e Masayuki se juntaram ao Exército Ocidental, e Nobuyuki se juntou ao Exército Oriental.
Os Sanada recuaram para aguardentado Castelo de Ueda. Quando Tokugawa Hidetada com um importante exército marchava sobre a Nakasendō, os Sanada resistiram e foram capazes de derrotar Hidetada e seus 40.000 homens, com apenas 2000 guerreiros de Sanada. No entanto, como ele teve muito tempo para tomar o castelo do que era esperado, Hidetada perdeu foco e não apareceu no campo de batalha durante a Batalha de Sekigahara, onde a principal força estava aguardando a chegada de seu exército crucial, um erro que pos clã Tokugawa em sério perigo em Sekigahara, um perigo tão sério que os levou a quase serem derrotados por Mitsunari, mas os Tokugawa conseguiram vencer em Sekigahara mesmo com a ausência de Hidetada, Ieyasu fez um outro plano, e quando estava na beira da derrota em Sekigahara, fez com que Kobayakawa Hideaki traisse Mitsunari e assim venceu a Batalha de Sekigahara.
Yukimura após saber que Mitsunari havia sido derrotado e morto em Sekigahara, jurou vingança e que ia matar Ieyasu não importa como. Até que em 1615, durante uma das reuniões entre os Sanada e os Tokugawa, Yukimura disse a Ieyasu que iria se juntar aos Toyotomi na batalha que está para vir e que iria pegar a cabeça do Shogun como prêmio da batalha.

## Cerco de Osaka

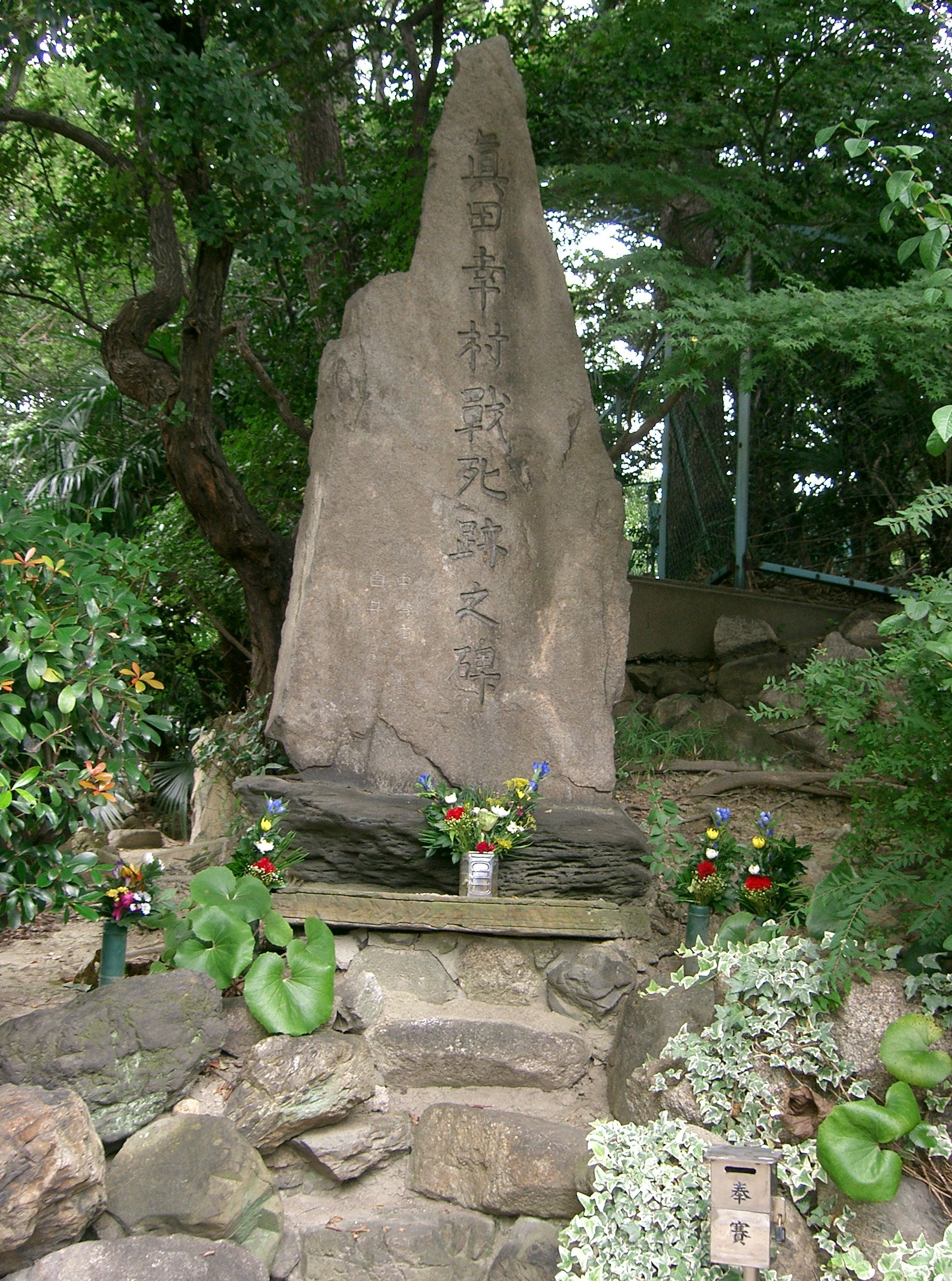
Pedra Yasui Jinja

Durante o Inverno Cerco de Osaka, Sanada Yukimura construiu fortificações ao longo do sul do Castelo de Osaka em seus pontos fracos. De lá, ele derrotou as forças Tokugawa (cerca de 30.000 homens), com grupos de Arquebusiers 6000. Em Hokoji em Kyoto O Cerco de Osaka), mais comumente chamado), foi uma série de batalhas empreendidas pelo shogunato Tokugawa contra a Toyotomi... Japonês arquebus da era Edo (teppo) O arquebus (por vezes soletrados arcabuz, harkbus [1] ou arcabuz, possivelmente relacionados com a Hakenbuechse alemão ou holandês Haakbus) foi uma arma utilizada na primitiva 15.-17. Séculos. Toyotomi venceu a maioria das batalhas contra o Shogunato Tokugawa, mas na batalha principal no Castelo de Osaka foram derrotados. No final da batalha, Yukimura foi atacado por Tokugawa Hidetada e suas tropas, mas Yukimura os derrotou Hidetada, liderou um pequeno grupo de cavaleiros a fim de romper todas as barreiras e matar Tokugawa Ieyasu, entretanto foi parado por Matsudaira Tadanao, um dos filhos de Ieyasu.
Conseguiu avançar depois sozinho, Muito em desvantagem pelas forças de Tokugawa, Yukimura ainda consegue derrotar as tropas de Tokugawa até chegar em Ieyasu, ele consegue ferir Ieyasu, fontes afirmam que devido a esse ferimento Ieyasu morreu alguns anos depois da batalha, mas estava muito cansado, antes de morrer disse: "Sou Sanada Yukimura, um oponente muito dígno de vocês! Mas agora eu estou muito cansado para continuar a luta. Vá em frente, pegue minha cabeça como o troféu". E exausto, caiu no chão,Sanada morreu honrosamente, deixando para trás uma lenda. Até o próprio Ieyasu reconheceu que Sanada era o maior guerreiro do japão. A sepultura de Yukimura está localizada em Osaka.

## Lenda e representação popular
Um fato sobre Sanada Yukimura é que, no ensino primário fontes históricas e pessoais cartas escrita por ele mesmo, ele nunca foi referido como Yukimura. Esse nome surgiu em uma novela escrita militares durante o período Edo e desde então tem sido popularizada nos modernos jogos, livros, romances, e os diferentes meios de entretenimento. Os documentos históricos utilizam o seu nome histórico "Nobushige" e não seu nome referencial, Yukimura.
Uma lenda diz que Yukimura tinha dez Ninjas que teve um papel activo nas batalhas de Osaka. Eles foram chamados de Os Dez Bravos de Sanada (真田十勇士, Sanada Jūyūshi'), um grupo de ninjas, e composta pelos seguintes membros:
- Sarutobi Sasuke
- Kirigakure Saizo
- Miyoshi Seikai
- Miyoshi Isa
- Anayama Kosuke
- Unno Rokuro
- Kakei Juzo
- Nezu Jinpachi
- Mochizuki Rokuro
- Yuri Kamanosuke